# Copa Merconorte 1998
De Copa Merconorte 1998 was de eerste editie van deze voetbalcompetitie. Het toernooi stond enkel open voor ploegen uit ploegen uit de vijf noordelijke landen van Zuid-Amerika: Bolivia, Colombia, Ecuador, Peru en Venezuela. Ploegen uit het zuiden van het continent speelden in de tegenhanger van dit toernooi, de Copa Mercosur. De winnaar werd het Colombiaanse Atlético Nacional, dat in de finale landgenoot Deportivo Cali versloeg.

## Deelnemers
Voor de eerste editie werden oorspronkelijk zestien topclubs uit zeven landen uitgenodigd: Bolivia, Colombia, Ecuador, Mexico, Peru, Venezuela en de Verenigde Staten. De uitnodiging gebeurde op basis van (historische en huidige) sportieve resultaten en commerciële belangen. Colombia, Ecuador, Mexico en Peru kregen drie deelnemers, de Verenigde Staten twee en Bolivia en Venezuela elk één deelnemer.
De Mexicaanse voetbalbond stond er echter op dat Deportivo Toluca FC en Club Nexaca (de kampioen en nummer twee van het afgelopen seizoen) zouden worden uitgenodigd. Omdat er geen overeenstemming kon worden bereikt met de organisatie, trokken de Mexicaanse deelnemers zich op 15 augustus terug. De organisatie besloot toen om ook beide deelnemers uit de Verenigde Staten van de deelnemerslijst te halen. Aan de elf overgebleven clubs werd América de Cali uit Colombia toegevoegd.
De volgende teams werden uitgenodigd voor de eerste Copa Merconorte:
| Land                                    | Deelnemer                      |
| --------------------------------------- | ------------------------------ |
| Colombia (FCF) 4 deelnemers             | América de Cali                |
| Colombia (FCF) 4 deelnemers             | Club Atlético Nacional         |
| Colombia (FCF) 4 deelnemers             | Deportivo Cali                 |
| Colombia (FCF) 4 deelnemers             | CD Los Millonarios             |
| Ecuador (FEF) 3 deelnemers              | Barcelona SC                   |
| Ecuador (FEF) 3 deelnemers              | CD El Nacional                 |
| Ecuador (FEF) 3 deelnemers              | CS Emelec                      |
| Peru (FPF) 3 deelnemers                 | Club Alianza Lima              |
| Peru (FPF) 3 deelnemers                 | Club Sporting Cristal          |
| Peru (FPF) 3 deelnemers                 | Club Universitario de Deportes |
| Bolivia (FBF) 1 deelnemer               | Club The Strongest             |
| Venezuela (FVF) 1 deelnemer             | Caracas FC                     |
| Mexico (FMF) geen deelnemers            | CF América                     |
| Mexico (FMF) geen deelnemers            | CDSC Cruz Azul                 |
| Mexico (FMF) geen deelnemers            | CD Guadalajara                 |
| Verenigde Staten (USSF) geen deelnemers | D.C. United                    |
| Verenigde Staten (USSF) geen deelnemers | Los Angeles Galaxy             |

## Toernooi-opzet
De twaalf deelnemende clubs werden verdeeld in drie groepen van vier teams. In de groepsfase speelde elk team twee keer (thuis en uit) tegen de drie tegenstanders. De groepswinnaars plaatsten zich voor de knock-outfase, samen met beste nummer twee. De halve finales en de finale bestonden uit een thuis- en een uitduel. Het team dat de meeste doelpunten maakte won de wedstrijd. Bij een gelijke stand werden er strafschoppen genomen.

### Groepsfase
De groepsfase vond plaats tussen 15 september en 12 november. De groepswinnaars plaatsten zich voor de kwartfinales, samen met de beste nummer twee. Oorspronkelijk zou de groepsfase op 1 september beginnen, maar dit werd uitgesteld door de niet-deelname van de ploegen uit Mexico en de Verenigde Staten.

#### Groep A
| Datum   | Team             | Score | Team             |
| ------- | ---------------- | ----- | ---------------- |
| 15 sep. | América          | 2 - 1 | Millonarios      |
| 15 sep. | Emelec           | 1 - 1 | Sporting Cristal |
| 23 sep. | Millonarios      | 2 - 1 | Emelec           |
| 23 sep. | Sporting Cristal | 2 - 2 | América          |
| 30 sep. | Sporting Cristal | 0 - 1 | Millonarios      |
| 30 sep. | América          | 2 - 2 | Emelec           |
| 8 okt.  | Millonarios      | 2 - 2 | América          |
| 15 okt. | Sporting Cristal | 1 - 1 | Emelec           |
| 22 okt. | América          | 1 - 1 | Sporting Cristal |
| 29 okt. | Emelec           | 3 - 0 | Millonarios      |
| 3 nov.  | Millonarios      | 1 - 0 | Sporting Cristal |
| 10 nov. | Emelec           | 1 - 0 | América          |

| Nr. | Club                  | Wedstrijden | Wedstrijden | Wedstrijden | Wedstrijden | Doelpunten | Doelpunten | Doelpunten | Punten |
| --- | --------------------- | ----------- | ----------- | ----------- | ----------- | ---------- | ---------- | ---------- | ------ |
| Nr. | Club                  | G           | W           | G           | V           | V          | T          | Saldo      | Punten |
| 1   | CD Los Millonarios    | 6           | 3           | 1           | 2           | 7          | 8          | −1         | 10     |
| 2   | CS Emelec             | 6           | 2           | 3           | 1           | 9          | 6          | +3         | 9      |
| 3   | América de Cali       | 6           | 1           | 4           | 1           | 9          | 9          | 0          | 7      |
| 4   | Club Sporting Cristal | 6           | 0           | 4           | 2           | 5          | 7          | −2         | 4      |

#### Groep B
| Datum   | Team              | Score | Team              |
| ------- | ----------------- | ----- | ----------------- |
| 16 sep. | The Strongest     | 0 - 2 | Atlético Nacional |
| 16 sep. | Alianza Lima      | 2 - 0 | Barcelona         |
| 22 sep. | Atlético Nacional | 3 - 1 | Alianza Lima      |
| 22 sep. | Barcelona         | 1 - 1 | The Strongest     |
| 1 okt.  | Barcelona         | 2 - 2 | Atlético Nacional |
| 1 okt.  | The Strongest     | 0 - 0 | Alianza Lima      |
| 8 okt.  | Barcelona         | 2 - 0 | Alianza Lima      |
| 14 okt. | Atlético Nacional | 2 - 3 | The Strongest     |
| 20 okt. | The Strongest     | 1 - 0 | Barcelona         |
| 27 okt. | Alianza Lima      | 1 - 1 | Atlético Nacional |
| 5 nov.  | Atlético Nacional | 4 - 0 | Barcelona         |
| 12 nov. | Alianza Lima      | 4 - 0 | The Strongest     |

| Nr. | Club                   | Wedstrijden | Wedstrijden | Wedstrijden | Wedstrijden | Doelpunten | Doelpunten | Doelpunten | Punten |
| --- | ---------------------- | ----------- | ----------- | ----------- | ----------- | ---------- | ---------- | ---------- | ------ |
| Nr. | Club                   | G           | W           | G           | V           | V          | T          | Saldo      | Punten |
| 1   | Club Atlético Nacional | 6           | 3           | 2           | 1           | 14         | 7          | +7         | 11     |
| 2   | Club Alianza Lima      | 6           | 2           | 2           | 2           | 8          | 6          | +2         | 8      |
| 3   | Club The Strongest     | 6           | 2           | 2           | 2           | 5          | 9          | −4         | 8      |
| 4   | Barcelona SC           | 6           | 1           | 2           | 3           | 5          | 10         | −5         | 5      |

#### Groep C
| Datum   | Team           | Score | Team           |
| ------- | -------------- | ----- | -------------- |
| 17 sep. | Caracas        | 1 - 0 | El Nacional    |
| 17 sep. | Universitario  | 0 - 0 | Deportivo Cali |
| 24 sep. | El Nacional    | 1 - 1 | Universitario  |
| 24 sep. | Deportivo Cali | 1 - 1 | Caracas        |
| 29 sep. | Caracas        | 0 - 2 | Universitario  |
| 29 sep. | Deportivo Cali | 2 - 0 | El Nacional    |
| 6 okt.  | Deportivo Cali | 2 - 1 | Universitario  |
| 13 okt. | El Nacional    | 2 - 1 | Caracas        |
| 21 okt. | Universitario  | 1 - 2 | El Nacional    |
| 28 okt. | Caracas        | 0 - 2 | Deportivo Cali |
| 4 nov.  | Universitario  | 1 - 3 | Caracas        |
| 11 nov. | El Nacional    | 1 - 0 | Deportivo Cali |

| Nr. | Club               | Wedstrijden | Wedstrijden | Wedstrijden | Wedstrijden | Doelpunten | Doelpunten | Doelpunten | Punten |
| --- | ------------------ | ----------- | ----------- | ----------- | ----------- | ---------- | ---------- | ---------- | ------ |
| Nr. | Club               | G           | W           | G           | V           | V          | T          | Saldo      | Punten |
| 1   | Deportivo Cali     | 6           | 3           | 2           | 1           | 7          | 3          | +4         | 11     |
| 2   | CD El Nacional     | 6           | 3           | 1           | 2           | 6          | 6          | 0          | 10     |
| 3   | Caracas FC         | 6           | 2           | 1           | 3           | 6          | 8          | −2         | 7      |
| 4   | Club Universitario | 6           | 1           | 2           | 3           | 6          | 8          | −2         | 5      |

#### Rangschikking tweede plaatsen
| Nr. | Club                  | Wedstrijden | Wedstrijden | Wedstrijden | Wedstrijden | Doelpunten | Doelpunten | Doelpunten | Punten |
| --- | --------------------- | ----------- | ----------- | ----------- | ----------- | ---------- | ---------- | ---------- | ------ |
| Nr. | Club                  | G           | W           | G           | V           | V          | T          | Saldo      | Punten |
| 1   | CD El Nacional (C)    | 6           | 3           | 1           | 2           | 6          | 6          | 0          | 10     |
| 2   | CS Emelec (A)         | 6           | 2           | 3           | 1           | 9          | 6          | +3         | 9      |
| 3   | Club Alianza Lima (B) | 6           | 2           | 2           | 2           | 8          | 6          | +2         | 8      |

### Knock-outfase
|  | Halve finale | Halve finale           | Halve finale   | Halve finale | Halve finale |   |                | Finale                 | Finale | Finale | Finale | Finale |
|  |              |                        |                |              |              |   |                |                        |        |        |        |        |
|  | A1           | CD Los Millonarios     | 0              | 2            | 2            |   |                |                        |        |        |        |        |
|  | B1           | Club Atlético Nacional | 2              | 1            | 3            |   |                |                        |        |        |        |        |
|  | B1           | Club Atlético Nacional | 2              | 1            | 3            |   | B1             | Club Atlético Nacional | 3      | 1      | 4      |        |
|  |              |                        |                |              |              |   | B1             | Club Atlético Nacional | 3      | 1      | 4      |        |
|  |              | C1                     | Deportivo Cali | 1            | 0            | 1 |                |                        |        |        |        |        |
|  | C2           | C1                     | Deportivo Cali | 1            | 0            | 1 | CD El Nacional | 1                      | 2      | 3 (4)  |        |        |
|  | C2           |                        |                |              |              |   | CD El Nacional | 1                      | 2      | 3 (4)  |        |        |
|  | C1           | Deportivo Cali (n.s.)  | 2              | 1            | 3 (5)        |   |                |                        |        |        |        |        |

### Halve finales
De halve finales werden gespeeld op 19 en 26 november.
| Team 1             | Tot.               | Team 2                 | 1e wedstr. | 2e wedstr. |
| ------------------ | ------------------ | ---------------------- | ---------- | ---------- |
| CD El Nacional     | 3 - 3 (4 - 5 n.s.) | Deportivo Cali         | 1 - 2      | 2 - 1      |
| CD Los Millonarios | 2 - 3              | Club Atlético Nacional | 0 - 2      | 2 - 1      |

### Finale
|                 |                                   |       |                |                                                                                                 |
| 3 december 1998 | Club Atlético Nacional            | 3 - 1 | Deportivo Cali | Estadio Atanasio Girardot, Medellín Toeschouwers: 3.000 Scheidsrechter: Felipe Russi (Colombia) |
| 3 december 1998 | Vásquez 29', 49' (pen.) Perea 61' |       | 49' Zapata     | Estadio Atanasio Girardot, Medellín Toeschouwers: 3.000 Scheidsrechter: Felipe Russi (Colombia) |

|                 |                |              |                        | |
| 9 december 1998 | Deportivo Cali | 0 - 1        | Club Atlético Nacional | Estadio Olímpico Pascual Guerrero, Santiago de Cali Toeschouwers: 7.000 Scheidsrechter: Óscar Ruiz (Colombia) |
| 9 december 1998 |                | 89' Morantes |                        | Estadio Olímpico Pascual Guerrero, Santiago de Cali Toeschouwers: 7.000 Scheidsrechter: Óscar Ruiz (Colombia) |

 Club Atlético Nacional wint met 4-1 over twee wedstrijden.
| Winnaar Copa Merconorte 1998    |
| ------------------------------- |
| Club Atlético Nacional 1e titel |

## Topscorers
Vijf spelers deelden de topscorerstitel met elk vier doelpunten.
| №  | Speler                | Club                   | Goals |
| -- | --------------------- | ---------------------- | ----- |
| 1. | Rafael Castellín      | Caracas FC             | 4     |
| 1. | Héctor Ferri          | CD El Nacional         | 4     |
| 1. | Héctor Hurtado        | América de Cali        | 4     |
| 1. | Carlos Alberto Juárez | CS Emelec              | 4     |
| 1. | Néider Morantes       | Club Atlético Nacional | 4     |

Copa Merconorte: 1998 · 1999 · 2000 · 2001

Copa Mercosur: 1998 · 1999 · 2000 · 2001